# Kære Lise
Kære Lise er en dansk børnefilm fra 2016 instrueret af Kristof Zoltan Markovics.

## Handling
Pigen Lise møder op i retten for at afsone den fængselsstraf, hendes søster Anne er blevet idømt.

## Medvirkende
- Sofie Rose Hedelund, Lise
- Sofie Salée, Anne
- Anders Gjellerup Koch, Dommer